# Flughafen ʿAtaq

i7
i11
i13
Der Flughafen ʿAtaq (arabisch مطار عتق, DMG Maṭār ʿAtaq, IATA-Code: AXK, ICAO-Code: OYAT) ist ein ziviler Flughafen im Zentrum des Jemen; er liegt 2 Kilometer nordwestlich der Stadt ʿAtaq, der Hauptstadt des Gouvernements Schabwa, und gehörte bis zur Wiedervereinigung im Jahr 1990 zum Südjemen.

## Zwischenfälle
- Am 9. April 1956 kam es zu einem Unfall einer Handley Page Hastings C.2 der Royal Air Force (Luftfahrzeugkennzeichen WD483), die auf dem Weg von der britischen Militärbasis RAF Khormaksar in Aden nach ʿAtaq war. Während der Landung auf dem Flughafen ʿAtaq kollabierte das Fahrwerk und das Flugzeug fing Feuer. Es kam nicht zu Personenschäden, das Flugzeug konnte jedoch nicht wieder repariert werden.[2]